# Неклютин, Константин Николаевич
Неклютин Константин Николаевич (30 июля 1887 г. Самара - 1978 г. США) общественный и государственный деятель, гласный Самарской Городской Думы, Министр продовольствия и снабжения в правительстве Верховного Правителя России адмирала А.В. Колчака, инженер-электромеханик, авиаконструктор, первый летчик Самары, русский эмигрант первой волны в США, конструктор в компании "Боинг".

## Биография
Родился 30 июля 1887 года в Самаре в семье купца 1-й гильдии, Городского головы Самары Николая Гавриловича Неклютина (выходца из государственных крестьян). В 1906 году окончил Александровское коммерческое училище в Москве и в тот же год поступил на электромеханическое отделение Санкт-Петербургского политехнического института. Будучи студентом увлекся авиастроением, окончил теоретические авиационные курсы при Политехническом институте. Во время каникул 1910 года сконструировал совместно с Борисом Богословским несколько аэропланов, на которых совершил первый успешный полет в Самарском небе. 
После окончания в 1913 году вуза вернулся в Самару и стал управлять Техническим Комитетом семейной фирмы. С 1914 года: Директор мельницы в Самаре, управляющий 30 000 десятин пахотной земли, механической хлебопекарней и кондитерской, снабжавшими продовольствием 300 000 жителей. Избирался в 1913 и 1914 годах Гласным Городской Думы и Комитета Биржи. В 1917 году президент Общества Фабрик и Заводов, председатель Биржевого Комитета.  В 1918 году - председатель Хлебного Совета Самарского Правительства, Управляющий Совета Съездов Сибирских мукомолов в Омске. После экспроприации большевиками всей собственности Неклюдиных в октябре 1918 года семья бежала в Сибирь, где Константин Николаевич присоединился к армии Колчака. В 1919 году был избран на должность Министра по поставкам продовольствия и обмундирования в Омском правительстве адмирала Колчака. 
С 1920 года в эмиграции в Харбине - контролер Китайской Восточной Железной Дороги. С 1923 года в США. до 1926 года работал механиком на авиационном заводе "Боинг" в Сиэтле, 1926 - 1928 годы проектировщик машин Universal Match Corpor. St-Luis. С 1929 года - Главный инженер, с 1951 - Вице-президент той же компании, руководитель технической частью по проектированию автоматических машин. Запатентовал механизм, на основании которого совместно с инженерами К. Земельсом и Н.М. Чупраковым основал машиностроительную компанию. Автор многих статей по автоматизации. Оставил книгу воспоминаний "От Самары до Сиэтла". Умер в возрасте 91 года в США.   